# Подільський державний університет
Поді́льський держа́вний університе́т (ЗВО «ПДУ») — вищий навчальний заклад у Кам'янці-Подільському.

## Історія
Веде відлік від створення сільськогосподарського факультету Кам'янець-Подільського державного українського університету (факультет урочисто відкрито 22 жовтня 1919 року).
- 1921 — сільськогосподарський факультет університету виділився в самостійний в Кам'янець-Подільський сільськогосподарський інститут.
- 1954 — у складі інституту два факультети: агрономічний (нині інститут агротехнологій) та зоотехнічний (нині біотехнологічний)
- 1995 — на базі Кам'янець-Подільського сільськогосподарського інституту створено Подільську державну аграрно-технічну академію
- 1997 — до складу академії ввійшов Кам'янець-Подільський сільськогосподарський радгосп-технікум, (нині коледж університету)
- 13 липня 2004 — на базі Подільської державної аграрно-технічної академії створено Подільський державний аграрно-технічний університет
- 15 жовтня 2020 — наказом Міністерства освіти і науки України Подільський державний аграрно-технічний університет перейменовано у Заклад вищої освіти «Подільський державний університет» (багатогалузевий і класичний університет).

Ректор (з 2014 року) — Іванишин Володимир Васильович
Ректор (з 2002 по 2013 рік) — Бахмат Микола Іванович.
Почесний ректор (ректор з 1983 по 2002) — Самокиш Михайло Іванович (1933—2022).

## Сучасність
| Підготовка фахівців для агропромислового комплексу у Подільському державному аграрно-технічному університеті - 6.090101 «Агрономія» - 6.040106 «Екологія, охорона навколишнього середовища та збалансоване природокористування» - 6.080101 «Геодезія, картографія та землеустрій» - 6.090103 «Лісове і садово-паркове господарство» - 6.090102 «Технологія виробництва і переробки продукції» - 6.110101 «Ветеринарна медицина» - 6.100102 «Процеси, машини та обладнання агропромислового виробництва» - 6.100101 «Енергетика та електротехнічні системи в агропромисловому комплексі» - 6.010104 «Професійна освіта» - 6.070101 «Транспортні технології» - 6.070106 «Автомобільний транспорт» - 6.030601 «Менеджмент» - 6.030509 «Облік і аудит» - 6.030504 «Економіка підприємства» - 6.030508 «Фінанси і кредит» - 7.09010101, 8.09010101 «Агрономія» - 7.08010103 «Землеустрій та кадастр» - 7.09010104, 8.09010104 «Плодоовочівництво і виноградарство» - 7.04010601, 8.04010601 «Екологія та охорона навколишнього середовища» - 7.09010201, 8.09010201 «Технологія виробництва і переробки продукції» - 7.11010101, 8.11010101 «Ветеринарна медицина»(лише денна форма навчання) - 7.10010203, 8.10010203 «Механізація сільського господарства» - 7.10010101 «Енергетика сільськогосподарського виробництва» - 7.07010104 , 8.07010104 «Організація і регулювання дорожнього руху» - 7.07010601 «Автомобілі та автомобільне господарство» - 8.01010401 «Професійна освіта. Механізація сільського господарства» - 7.07010102 «Організація перевезень і управління на транспорті» - 7.03050901, 8.03050901 «Облік і аудит» - 7.03060101, 8.03060101 «Менеджмент організацій» - 7.03050401, 8.03050401 «Економіка підприємства» - 7.03050801, 8.03050801 «Фінанси і кредит» - Водій автотранспорту - Тракторист-машиніст сільськогосподарських машин - Слюсар з ремонту сільськогосподарської техніки - Машиніст з ремонту холодильних установок - Слюсар з експлуатації та ремонту газового устаткування - Оператор комп'ютерного набору - Оператор ветеринарного оброблення тварин - Оператор штучного осіменіння - Квітникар-озеленювач - Електромонтер з ремонту та обслуговування електроустановок - Птахівник, обвалювальник м'яса - Секретар-діловод - Лісник, озеленювач - Бухгалтерський облік, Фінанси, Комерційна діяльність - Менеджмент організацій - Організація виробництва - Організація і технологія ведення фермерського господарства - Механізація сільського господарства - Електрифікація і автоматизація сільського господарства - Обслуговування і устаткування систем газопостачання - Агрономія - Технологія виробництва і переробки продукції тваринництва - Ветеринарна медицина - Монтаж і обслуговування холодильно-компресорних установок - Організація і регулювання дорожнього руху - Землевпорядкування та кадастр |

## Постаті
- Гаморак Нестор Теодорович — український ботанік, був організатором і директором ботанічного саду Подільського державного аграрно-технічного університету.
- Дуганець Віктор Іванович — доктор педагогічних наук, кандидат технічних наук, професор, заслужений працівник освіти України[4].
- Лендюк Юстина Володимирівна — Герой Соціалістичної Праці.
- Плахтій Петро Данилович — завідувач кафедри анатомії, фізіології та валеології Кам'янець-Подільського національного університету імені Івана Огієнка, професор, кандидат біологічних наук.
- Роїк Микола Володимирович — український вчений; доктор сільськогосподарських наук. Заслужений діяч науки і техніки України.
- Стрельчук Павло Володимирович — солдат батальйону «Київська Русь», загинув у боях за Опитне.
- Хоменко Олексій Денисович — науковець (агрохімік та фізіолог рослин), педагог, доктор сільськогосподарських наук, завідувач кафедри агрохімії, фізіології рослин та ботаніки.
- Храневич Василь Полікарпович — український зоолог, фундатор подільської зоологічної школи, керівник насіннєвого підвідділу інституту, дослідник фауни Поділля.

## Плагіат
31 жовтня 2014 року рішенням Атестаційної колегії Міністерства освіти і науки позбавлено наукового ступеня доктора наук співробітника ПДАТУ Лаврука Віталія Валерійовича за плагіат.

## Галерея

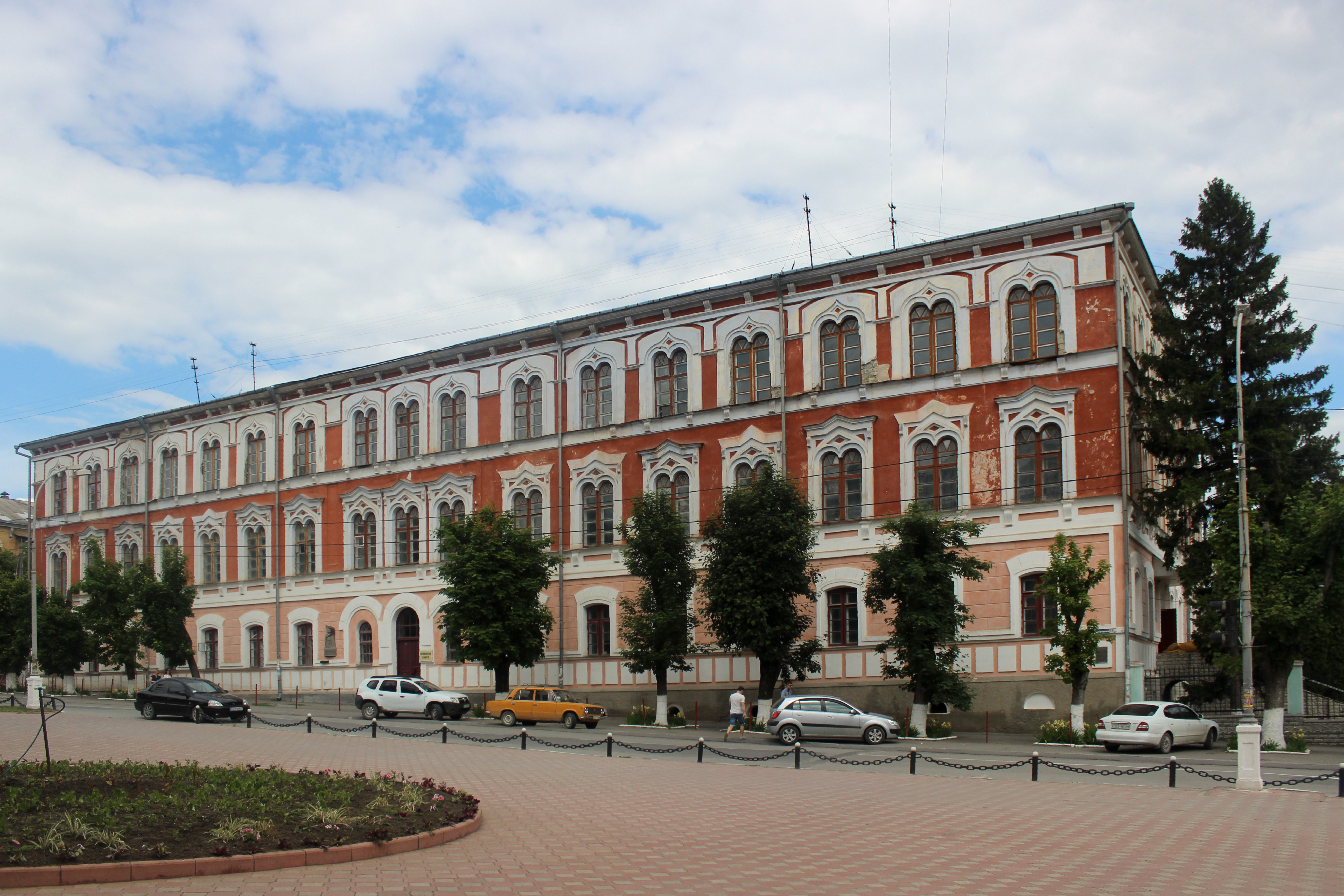
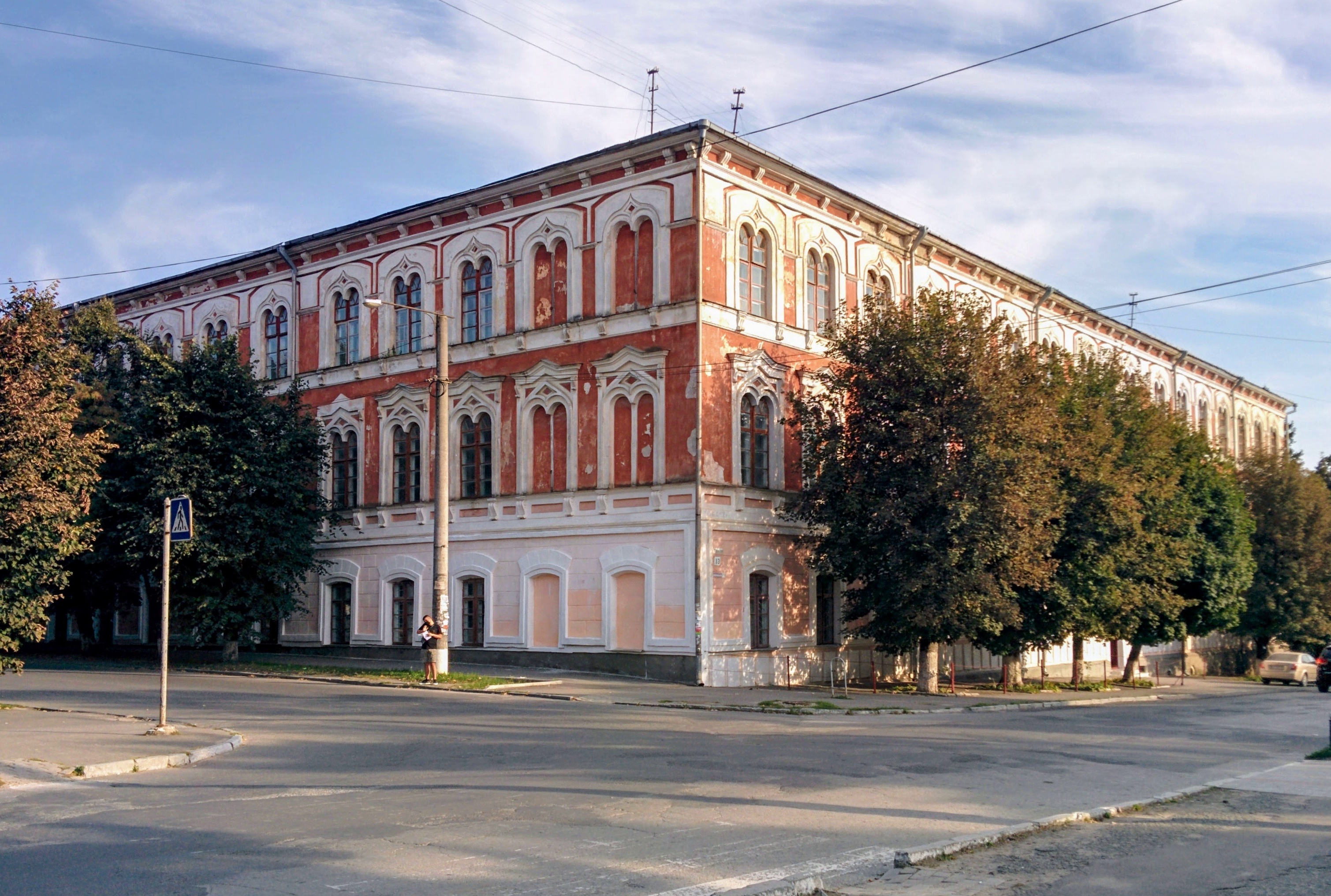
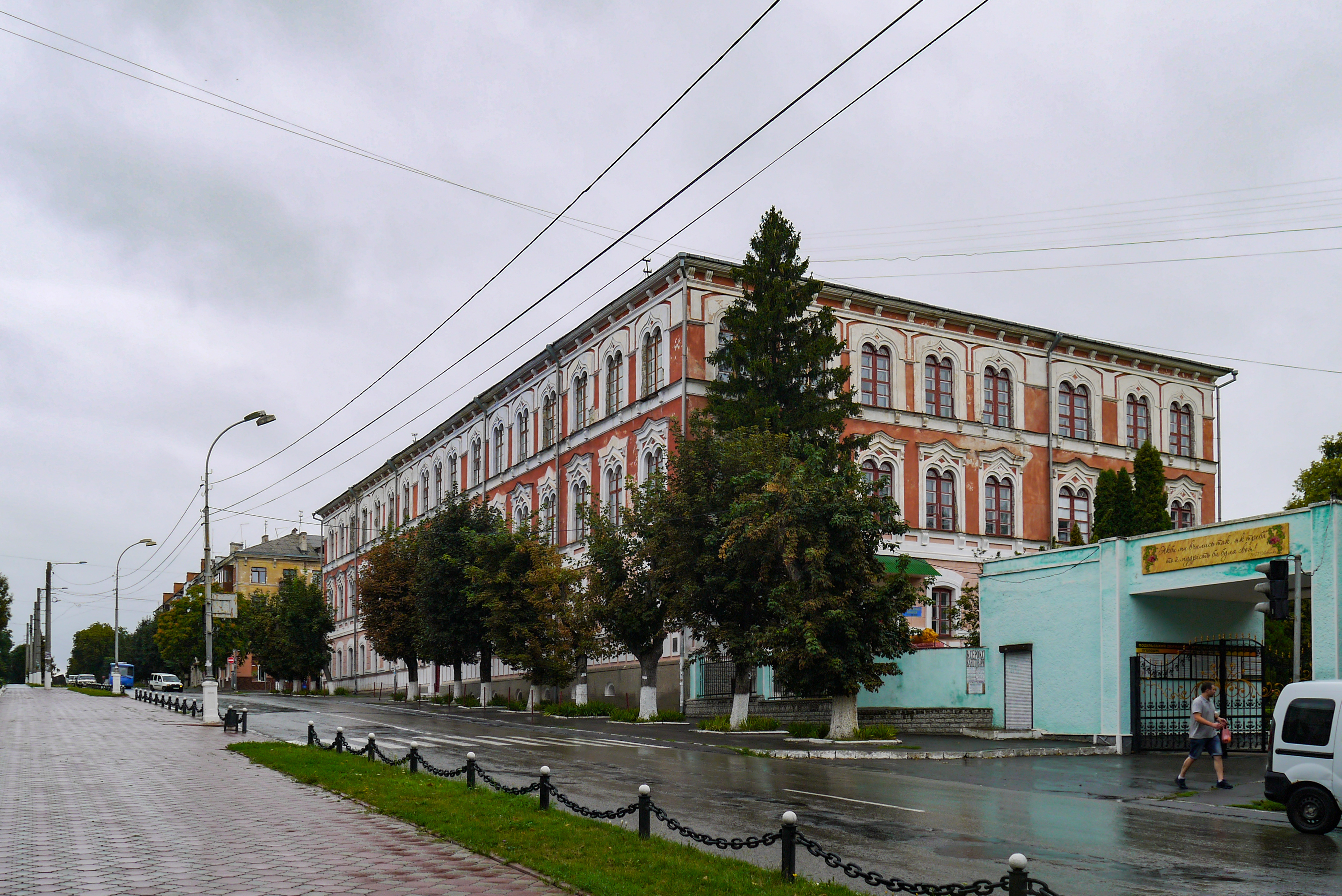
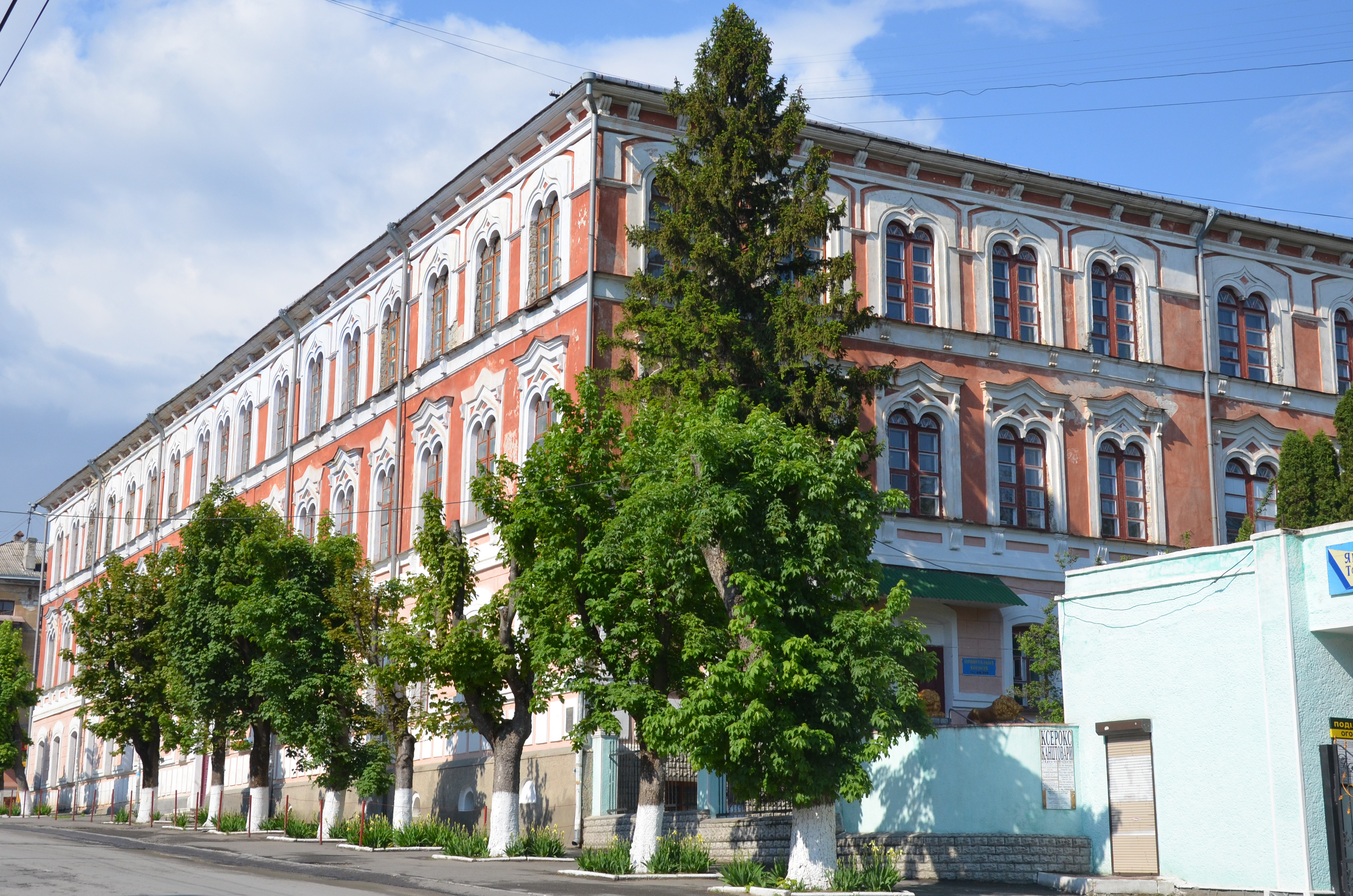
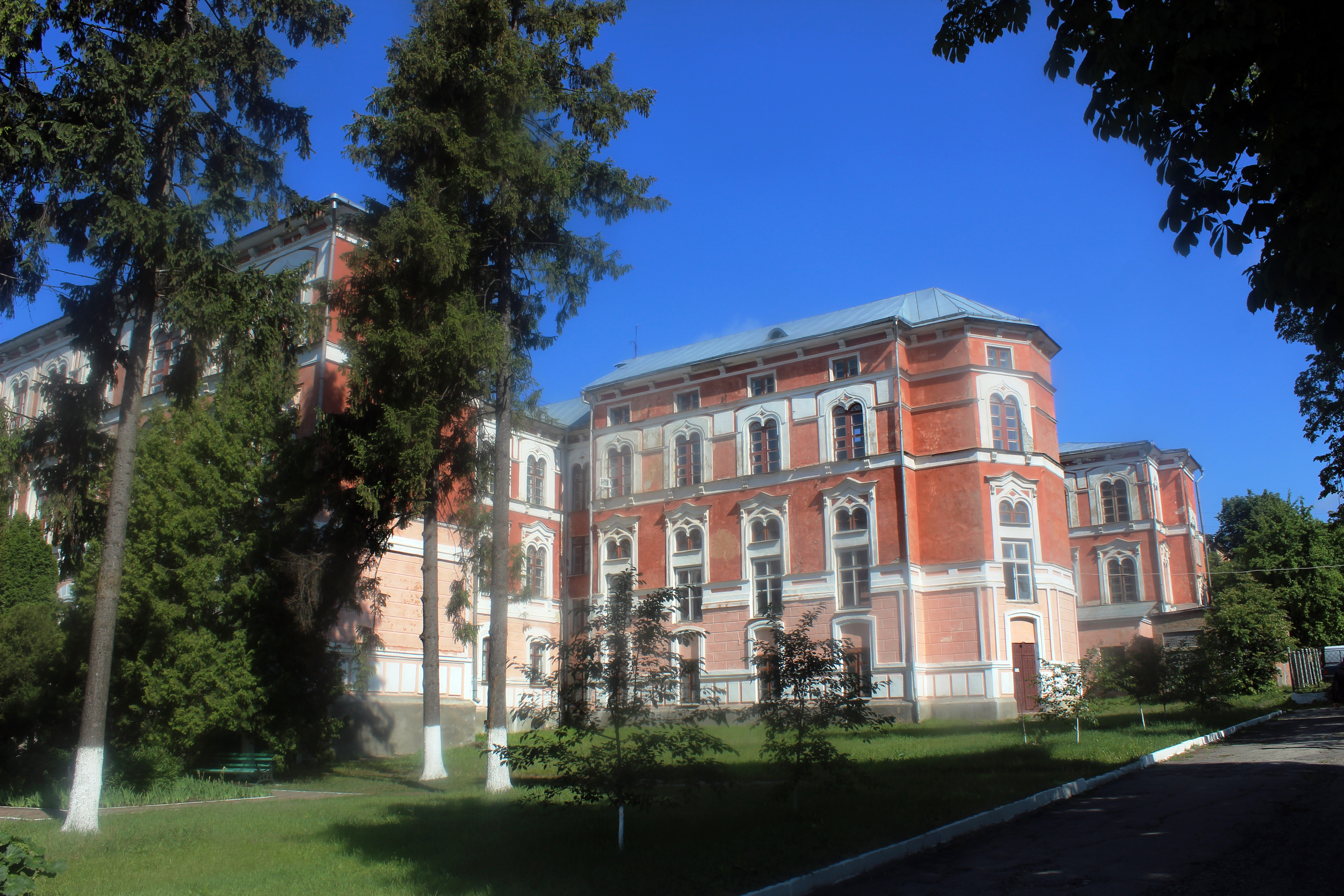